# FlyOne

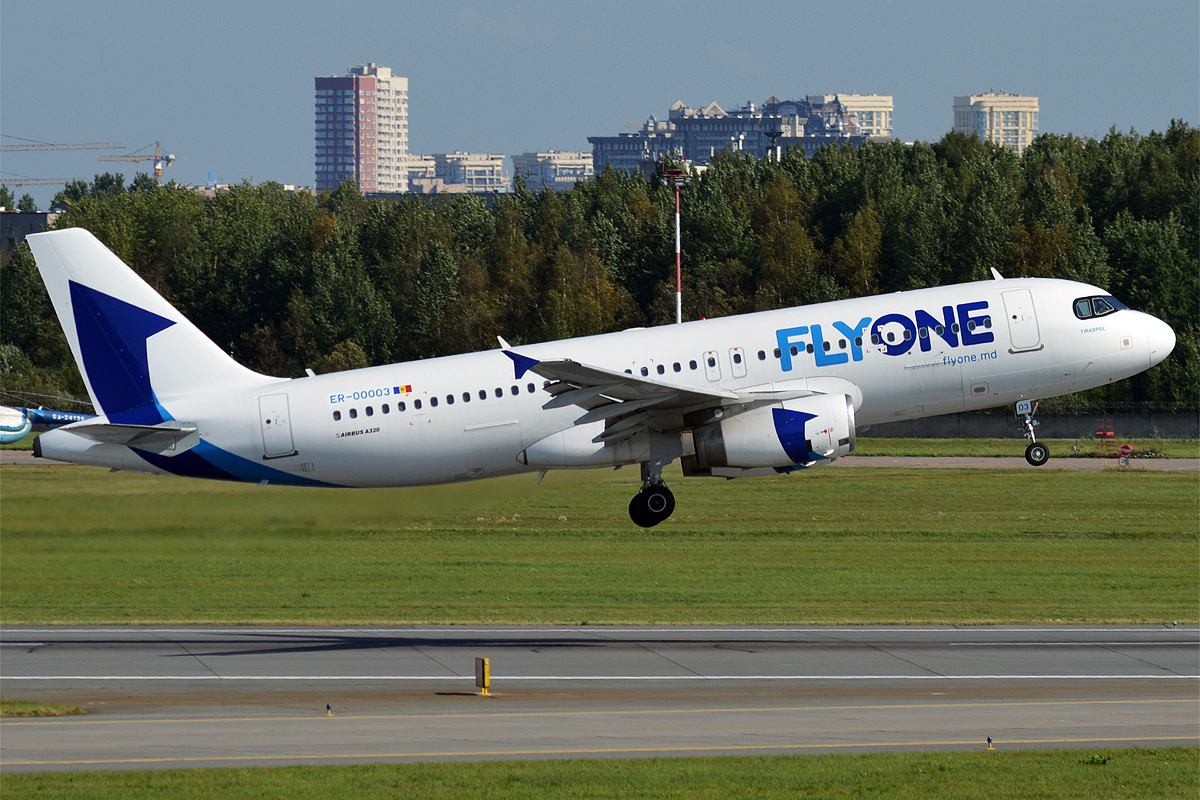
Airbus A320-200 w barwach przewoźnika

FlyOne – mołdawskie tanie linie lotnicze z siedzibą w Kiszyniowie oraz węzłem w porcie lotniczym Kiszyniów. Zostały założone we wrześniu 2015 roku, a w marcu 2016 r. uzyskały certyfikat przewoźnika lotniczego. Pierwszy lot rozkładowy z Kiszyniowa do Moskwy odbył się 10 czerwca 2016 roku, ale już w kwietniu tego roku przewoźnik realizował rejsy czarterowe. 
Przewoźnik posiada spółki-córki: FlyOne Armenia, która rozpoczęła działalność w 2021 roku oraz FlyOne Romania, która ma rozpocząć operacje lotnicze w 2024 roku.
Agencja ratingowa Skytrax przyznała liniom 3 gwiazdki.

## Flota
Flota przewoźnika składa się z dwóch samolotów Airbus A320-200 o średnim wieku 22,5 roku (stan na listopad 2023 r.).

## Kierunki lotów
FlyOne oferuje połączenia z Kiszyniowa do 29 portów lotniczych położonych w 18 państwach Europy i Azji.